# Ghulam Ishaq Khan
Ghulam Ishaq Khan (Ismael Khel (Brits-Indië), 20 januari 1915 – Peshawar (Pakistan), 27 oktober 2006) was een Pakistaans politicus. Hij was de zevende president van het land.

## Levensloop
Khan studeerde aan de Peshawar University. Daar behaalde hij een bachelor in zowel de chemie als in de biologie. Later behaalde hij ook een master in de nucleaire chemie. Na de onafhankelijkheid van Pakistan kwam hij in dienst van de overheid. Hij was eerst werkzaam in de regio, maar maakte langzaam carrière. Van 1961 tot 1966 was hij hoofd van het West-Pakistaanse Water- en elecktriciteitsontwikkelingsbedrijf. Daarna bekleedde hij verschillende posten in de regering. Van 1966 tot 1970 was Khan minister van Financiën en van 1971 tot 1975 gouverneur van de Centrale Bank. In die hoedanigheid zette hij vraagtekens bij een aantal economische maatregelen van premier Zulfikar Ali Bhutto.
Daarna werd hij benoemd tot secretaris-generaal op het minister van Defensie. Hij kwam hier in contact met generaal Mohammed Zia-ul-Haq. Deze pleegde in 1977 een coup en zetten Bhutto af als premier. Khan mocht een groot deel van diens economische beleid uitvoeren. Hij droeg bij aan pogingen om de economie te islamiseren. Dit deed hij door wijzigingen aan te brengen in het fiscale- en banksysteem. In 1985 werd hij verkozen in de Senaat. Kort daarop werd hij verkozen tot premier. Op 17 augustus 1988 kwam Haq bij een vliegtuigongeluk om het leven. Khan was volgens de grondwet de eerste in lijn om hem op te volgen als president.
Tijdens een economische crisis aan het begin van de jaren 90 slaagde de regering van Khan er niet in de koers van de Pakistaanse roepie stabiel te houden ten opzichte van de dollar. Dat leidde tot een verslechterde concurrentiepositie van Pakistan.
Khan was een voorstander van het nucleaire programma van Pakistan. Dit programma was onder premier Bhutto opnieuw opgepakt. Als minister van Defensie was Khan toen nauw betrokken bij het streven naar het ontwikkelen van eigen nucleaire wapens. Hij vestigde ook het Ghulam Ishaq Khan Institute of Engineering Sciences and Technology.
Als president ontsloeg Khan tweemaal een regering, eenmaal van Benazir Bhutto en eenmaal van Nawaz Sharif. Hij deed dit op beschuldiging van corruptie, mismanagement en vriendjespolitiek. Ondanks afspraken met de regering van de Pakistan Peoples Party dat hij in 1993 herkozen zou worden als president gebeurde dit niet. Het parlement koos voor Farooq Leghari. Khan trok zich terug uit de politiek. Hij overleed in oktober 2006.
Iskandar Mirza · Mohammed Ayub Khan · Yahya Khan · Zulfikar Ali Bhutto · Fazal Ilahi Chaudhry · Mohammed Zia-ul-Haq · Ghulam Ishaq Khan ·
Wasim Sajjad · Farooq Leghari · Wasim Sajjad · Mohammed Rafiq Tarar · Pervez Musharraf · Mohammed Mian Soomro · Asif Ali Zardari · Mamnoon Hussain · Arif Alvi ·
Asif Ali Zardari